# 目黒蒲田電鉄新奥沢線
新奥沢線（しんおくさわせん）は、かつて雪ヶ谷駅（現・雪が谷大塚駅）から新奥沢駅までを結んでいた、池上電気鉄道→目黒蒲田電鉄（現・東急および東急電鉄）が運営していた鉄道路線である。

## 概要
現在の東急池上線に当たる路線を運営していた池上電気鉄道が、既存路線だけでは将来の発展が見込めないとして、国鉄中央本線国分寺駅方面への延伸を画策、1928年（昭和3年）に暫定的なものとして、雪ヶ谷駅（現・雪が谷大塚駅）より新奥沢駅に至る1.4kmの区間を開業させたものである。路線は雪ヶ谷駅を出てまもなく北西へ90度カーブし、後は直線的に進むものであって、直線部分は現在の環八通りに平行しており、調布高等女学校（現・田園調布学園）のすぐ裏を走っていた。
その暫定開業的性格から乗客数はもともと少なく、調布高等女学校の女生徒の利用が主であった。終点の新奥沢駅は諏訪分（現・東玉川）地内で奥沢地域に隣接してあり、駅名は「奥沢」を望んだが、目黒蒲田電鉄（後の東急目蒲線、現在の目黒線・東急多摩川線を運営）に奥沢駅が既に存在したことからこの名前となった。
しかし延伸計画の方は、五島慶太率いる目黒蒲田電鉄が大岡山駅 - 二子玉川駅間新線計画（現・東急大井町線）や田園調布開発計画に際し用地を確保していたこと、それに目黒蒲田電鉄そのものが池上電気鉄道の競合路線であり、五島がその事業拡大政策を妨害する方針を取っていたこともあり、頓挫する。池上電気鉄道そのものも、後に目黒蒲田電鉄に統合された。
五島が池上電気鉄道を買収してまもなく、同社では新奥沢線の廃止申請を出す。池上電気鉄道が目黒蒲田電鉄に統合された後も、暫定的に新奥沢線の運行は続けられたが、1935年（昭和10年）に廃止となった。

## 路線データ
- 路線距離：雪ヶ谷 - 新奥沢間 1.44 km
- 駅数：3（起終点含む）
- 軌間：1067 mm
- 電化区間：全線（直流600 V）
- 複線区間：なし（全線単線）

## 運行概要
1933年（昭和8年）10月1日当時
- 列車運行間隔：午前4時50分から翌日午前0時50分まで、8分ないし16分間隔
- 全線所要時間：3分
- 全線運賃：5銭

車両は主に、4号電車と呼ばれる集電装置にポールとパンタグラフの両方を備えた車両を使用していた。

## 沿革
- 1927年（昭和2年）12月16日 鉄道免許状下付（荏原郡調布村-北多摩郡国分寺村間）[2]
- 1928年（昭和3年）10月5日 雪ヶ谷 - 新奥沢間開業[3][4]
- 1930年（昭和5年）7月3日 鉄道免許失効（荏原郡東調布町-北多摩郡国分寺村間 指定ノ期限マテニ工事施工認可申請ヲ為ササルタメ）[5]
- 1933年（昭和8年）
  - 7月10日 池上電気鉄道、目黒蒲田電鉄傘下となる
  - 11月18日 廃止申請
- 1934年（昭和9年）10月1日 池上電気鉄道、目黒蒲田電鉄に統合される[4]
- 1935年（昭和10年）11月1日 雪ヶ谷 - 新奥沢間廃止[6]

## 駅一覧
- 1934年（昭和9年）12月15日現在[7]。
- 全駅東京府東京市に所在[7]。

| 駅名     | 駅間 キロ | 営業 キロ | 接続路線             | 所在地   |
| -------- | --------- | --------- | -------------------- | -------- |
| 雪ヶ谷駅 | -         | 0.0       | 目黒蒲田電鉄：池上線 | 大森区   |
| 諏訪分駅 | 0.9       | 0.9       |                      | 世田谷区 |
| 新奥沢駅 | 0.5       | 1.4       |                      | 世田谷区 |

## 輸送実績
路線の実績は不明のため駅の計数を使用
| 年度 | 新奥沢   | 新奥沢   | 諏訪分   | 諏訪分   |
| 年度 | 乗車人員 | 降車人員 | 乗車人員 | 降車人員 |
| ---- | -------- | -------- | -------- | -------- |
| 1928 | 6,699    | 7,055    |          |          |
| 1929 | 52,287   | 52,980   |          |          |
| 1930 | 52,438   | 41,841   |          |          |
| 1931 | 56,498   | 48,507   |          |          |
| 1932 | 36,767   | 53,794   |          |          |
| 1933 | 43,197   | 50,036   | 201,238  | 203,541  |
| 1934 | 39,700   | 48,642   | 247,003  | 246,953  |
| 1935 | 37,737   | 44,100   | 256,262  | 250,454  |

- 東京府統計書各年度版
- 諏訪分停留場は1933-1935年度のみ掲載

## 路線跡
- 新奥沢駅跡（現在の世田谷区東玉川2丁目40付近[1]）には現在、駅があったことを示す石碑が残されている。